# Мова, Руслан Петрович
Руслан Петрович Мо́ва (род. 19 января 1972, с. Копанка, Слободзейский район, Молдавская ССР, СССР) — государственный деятель Приднестровской Молдавской Республики. Министр внутренних дел Приднестровской Молдавской Республики с 19 декабря 2016 по 9 июля 2021. Генерал-лейтенант милиции (2020).

## Биография
Родился 19 января 1972 в селе Копанка Слободзейского района Молдавской ССР. По национальности — украинец.

### Образование
С 1992 по 1998 обучался на юридическом факультете Приднестровского государственного университета имени Т. Г. Шевченко по специальности «юрист».
С 2006 по 2009 обучался на факультете «Национальная безопасность» Российской академии государственной службы при Президенте Российской Федерации.

### Трудовая деятельность
Службу в органах внутренних дел начал в 1992 в должности оперуполномоченного уголовного розыска Тираспольского ГОВД.
Работая в органах внутренних дел, прошёл службу от оперуполномоченного уголовного розыска Тираспольского ГОВД до начальника Управления по борьбе с организованной преступностью и коррупцией Министерства внутренних дел Приднестровской Молдавской Республики. 
С марта 1996 по 2000 — начальник отделения Отдела уголовного розыска Тираспольского ГУВД. 
С 2000 по ноябрь 2002 — начальник отделения по борьбе с бандитизмом Управления по борьбе с организованной преступностью и коррупцией МВД Приднестровской Молдавской Республики. 
С ноября 2002 по апрель 2012 — начальник Управления по борьбе с организованной преступностью и коррупцией МВД Приднестровской Молдавской Республики.
С 19 декабря 2016 по 9 июля 2021 — министр внутренних дел Приднестровской Молдавской Республики.
1 сентября 2020 указом Президента Приднестровской Молдавской Республики присвоено специальное звание «генерал-лейтенант милиции».

## Награды
- Орден «За заслуги» I степени[6]
- Орден «Трудовая слава»[7]
- Медаль «За трудовую доблесть»[7]
- Медаль «За безупречную службу» II и III степеней[7]
- Медаль «15 лет Министерству государственной безопасности Приднестровской Молдавской Республики»
- Медаль «15 лет Приднестровской милиции»
- медаль «За боевое содружество» (МВД России)
- Медаль «Маршал Советского Союза Жуков»
- Медаль «70 лет создания Воздушно-десантных войск СССР»
- Медаль «Десантное братство» (совет ветеранов внутренних дел России)
- Нагрудные знаки «Отличник милиции» и «За отличную службу в МВД»[7]
- Классная квалификация «Специалист I класса»[8]
- Юбилейная медаль «30 лет Приднестровской Молдавской Республике»[9]